# Misticets
Els misticets (Mysticeti) són un subordre de l'infraordre dels cetacis (balenes, dofins i marsopes). Es tracta d'un grup de mamífers marins carnívors molt divers i d'àmplia distribució geogràfica.

## Biologia
Aquests mamífers tenen un llarg crani de fins a un terç de la longitud total del cos, que en estat adult mesura de 15 a 17 metres i pesa de 50 a 80 tones. Presenten un estret i arquejat maxil·lar, cosa que dona a aquests animals un perfil convex. La característica distintiva principal és la presència de «barbes», propiciades per aquesta forma, i que són formacions còrnies gingivals fetes de queratina que pengen de la mandíbula superior i que s'allotgen a la inferior i filtren l'aliment, que es compon de plàncton i petits crustacis: copèpodes, pteròpodes i krill.
Mesuren de 5 a 25 metres de llargada i a diferència dels peixos, les balenes tenen la cua disposada en un pla horitzontal, cosa que els facilita l'ascensió a la superfície, on han de pujar a respirar, encara que poden aguantar fins a una hora sota l'aigua. Tenen dos espiracles o orificis nasals, situats al cim del cap, pels quals expiren l'aire, acompanyat de vapor d'aigua, que sovint es condensa, i mucositats. La gestació dura uns 12 mesos i normalment pareixen un únic balenó, que la mare alimenta amb una llet especialment nutritiva. L'esperança de vida és d'uns 30 anys. Fan grans migracions des de les mars fredes on s'alimenten a les càlides on s'aparellen i reprodueixen. Són cosmopolites i també es troben a la Mediterrània.
Presenten una construcció robusta, comparats amb els rorquals, i no tenen plecs singulars ni aleta dorsal.

## Explotació comercial
La caça de la balena començà al segle xi en el golf de Biscaia per pescadors bascos i fins al segle xix es limità a la balena franca (right whale en anglès) dita així per la facilitat amb què es capturava, ja que té moviments força lents i, en tenir molt de greix, surava un cop morta, per la qual cosa podien ser arrossegades fàcilment. La millora tecnològica en les embarcacions i l'invent, el 1877, de l'arpó explosiu portà a una caça excessiva que portà moltes espècies de cetacis a la vora de l'extinció. El 1949 fou creada la Comissió Balenera Internacional, que n'intentà limitar les captures i des de 1985 establí la suspensió de la caça comercial. Tanmateix el Japó i Noruega s'hi oposen i continuen amb aquesta activitat amb les espècies que consideren que no es troben en perill d'extinció. Avui dia hi ha substituts sintètics dels productes que s'aprofiten de la balena, especialment de l'oli.

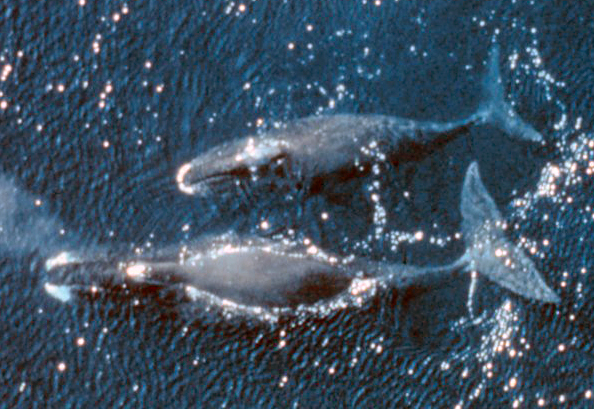
Balaena mysticetus.

Amb la nova sensibilitat ambiental s'ha desenvolupat el turisme d'albirament de cetacis especialment en llocs de concentració d'aquests animals com la Patagònia.

## La balena a la cultura
Als relats de diferents cultures, la balena apareix sempre com un monstre marí que ataca els homes. Segons el Llibre de Jonàs, que forma part de la Bíblia, una balena s'empassà Jonàs, el qual s'estigué al seu ventre durant tres dies, fins que el cetaci el va vomitar, episodi recreat a Pinotxo (pel·lícula del 1940). Igualment agressiva és la balena de Moby Dick, que es converteix en una obsessió per al protagonista.

## Taxonomia
Els Misticets inclouen quatre families existents: balènids (Balanidae), balenoptèrids (Balaenopteridae), eschríchtids (Eschrichtiidae) i Cetotèrids (Cetotheriidae). Els balènids es distingeixen pel seu cap engrandit i pel gruixut greix de mamífer marí, mentre que els balenoptèrids i els eschríchtids generalment tenen el cap pla, els plecs de la gola llargs i són més estilitzats que els balènids. Els balenoptèrids també solen ser més llargs que aquests últims.
Es pensava que Balaenidae constava d'un sol gènere fins que els estudis realitzats a principis dels anys 2000 van informar que les balenes de Groenlàndia i les balenes franques eren morfològicament (forma de crani diferent) i filogènica diferents. Segons un estudi realitzat per H. C. Rosenbaum (del Museu Americà d'Història Natural) i els seus col·legues, les balenes del Pacífic Nord (E. japonica) i les balenes franques australs (E. australis) estan més estretament relacionades entre si que amb la balena franca de l'Atlàntic Nord (E. glacialis).
Cetotheriidae consta d'un sol membre viu: la balena franca pigmea (Caperea marginata). Les primeres descripcions es remunten a la dècada de 1840 d'ossos i barbes semblant a una versió més petita de la balena franca, i es va anomenar Balaena marginata. El 1864, es va traslladar al gènere Caperea després que es descobrís un crani d'un altre exemplar. Sis anys més tard, la balena franca pigmea es va classificar dins la família Neobalaenidae. Un estudi publicat el 2012, basat en l'estructura òssia, va traslladar la balena franca pigmea de la família Neobalaenidae a la família Cetotheriidae, convertint-la en un fòssil vivent; Neobalaenidae va ser degradat al nivell de subfamília com la Neobalaeninae.
Balenoptèrids consta de tres gèneres ("Balaenoptera, Megaptera, i Eschrichtius) i deu espècies: el rorqual comú ( B. physalus), el rorqual boreal (B. borealis), rorqual de Bryde (B. brydei), Rorqual tropical (B . edeni), rorqual de Rice (B. ricei), el rorqual blau (B. musculus), el rorqual d'aleta blanca ( B. acutorostrata), el rorqual antàrtic (B. bonaerensis), rorqual d'Omura (B. omurai), el rorqual geperut (' 'M. novaeangliae), i la balena grisa (E. robustus). En una revisió del 2012 de la taxonomia dels cetacis, Alexandre Hassanin (del Museu Nacional d'Història Natural) i els seus col·legues van suggerir que, basant-se en criteris filogènics, hi ha quatre gèneres de rorquals existents. No obstant això, hi ha una certa discussió sobre si la balena gris s'ha de classificar en la seva pròpia família, o com a rorqual, amb estudis recents que afavoreixen això últim.